# Frente a frente (versión de Enrique Bunbury)
«Frente a frente» es una canción compuesta por el compositor español Manuel Alejandro y Ana Magdalena, interpretada por primera vez por la cantante Jeanette en 1981, como primer sencillo de su álbum Corazón de poeta, que grabó su versión en inglés en 1982. En 2010, Enrique Bunbury realizó una nueva versión incluida en su disco Las consecuencias, que también fue primer sencillo.

## El tema
"Frente a frente" está considerada una balada romántica en la línea de las composiciones de Alejandro, un clásico de la balada española que ha compuesto temas para artistas como José José, Nino Bravo, Julio Iglesias, Rocío Jurado y Raphael. El compositor jerezano la compuso con la colaboración de su mujer Purificación Casas, quien aparecía en los títulos de crédito de las obras de Alejandro como "Ana Magdalena".
El tema se caracteriza por la aparente sencillez de su letra, basada en el sufrimiento y el desamor, en la línea de las composiciones de su autor.

## Versiones

### Jeanette
El primer tema de Manuel Alejandro interpretado por la solista inglesa Jeanette fue "Soy rebelde" a principios de los años 1970, y relanzó con su gran éxito la carrera musical de la cantante. A partir de entonces sus colaboraciones se convirtieron en habituales, componiendo varios temas más para distintos álbumes de Jeanette.
En 1981, Jeanette lanzó su álbum Corazón de poeta, compuesto íntegramente por Alejandro y Magdalena, que incluía como primer sencillo el tema "Frente a frente", y que se convirtió inmediatamente en éxito, por lo que en 1982 grabó también su versión en inglés bajo el título "Sorrow".

### Pandora
El grupo mexicano Pandora, en 2002, incluyó la canción en su álbum En carne viva, un tributo a Manuel Alejandro con colaboraciones de otros artistas.

### Bunbury
En 2010, Enrique Bunbury, exvocalista de Héroes del Silencio, publicó su sexto álbum de estudio, titulado Las consecuencias, en el que incluyó una versión a dúo con la cantante Miren Iza, vocalista de Tulsa, del clásico "Frente a frente" en el corte n.º 4.
El tema fue el primer sencillo del álbum, y comenzó su promoción el 15 de enero con el videoclip dirigido por Juan Antonio Bayona (El orfanato). En el videoclip intervino también Miren Iza, y al final del mismo hacía una pequeña aparición Jeanette, como homenaje a la intérprete original de la canción.

### Otros
Otros artistas de relevancia que han realizado versiones del tema han sido Yuri en 1981, Rocío Jurado en 1991, Nicho Hinojosa en 2002, Juan Fernando Velasco en 2007, Duan Marie y Circo en 2008, María José, Kika Edgar y El Hombre Burbuja en 2009, La Liga en 2010, La Húngara en 2011 y Raphael en 2021.

## Posición en listas

### Antecedentes y lanzamiento
El periodista Luis Troquel ideó un disco tributo para Jeanette y pensó en Enrique Bunbury para grabar «Frente a frente», el cual aceptó. El disco fue desestimado y el cantante rescató su versión y la incluyó en Las consecuencias. «Frente a frente» se lanzó con un mes de antelación al disco en emisoras de España y América según una nota de prensa de la discográfica EMI.

### Vídeo musical
Fue dirigido por el director de cine y productor español Juan Antonio Bayona. Según Pablo Gil de El Radar, el artista presentó una trama de muerte, morbo y provocación al ser asesinado con un cuchillo en el corazón por Miren Iza. Según Sara Núñez, estos hechos se desarrollan en una localización boscosa en lo claroscuro de la noche, recreando una historia de amor de muertos vivientes y califico al video como «un piscolabis sonoro y visual». Para Pablo Ferrer de Heraldo de Soria también toman protagonismo el «bosque encantado, una tumba, el rostro monstruoso» (que interpreta Bunbury) y «el influjo selenita que tiñe toda la acción de plata y misterio». Al final del vídeo Jeanette hace un cameo de pocos segundos como testigo de estos actos. Acerca del vídeo, Jeanette manifestó que fue muy cansado llegar hasta la locación de la grabación (en bosques de Gerona) y su experiencia fue positiva. El vídeo se estrenó en el canal oficial de Bunbury en YouTube el 15 de enero del 2010.

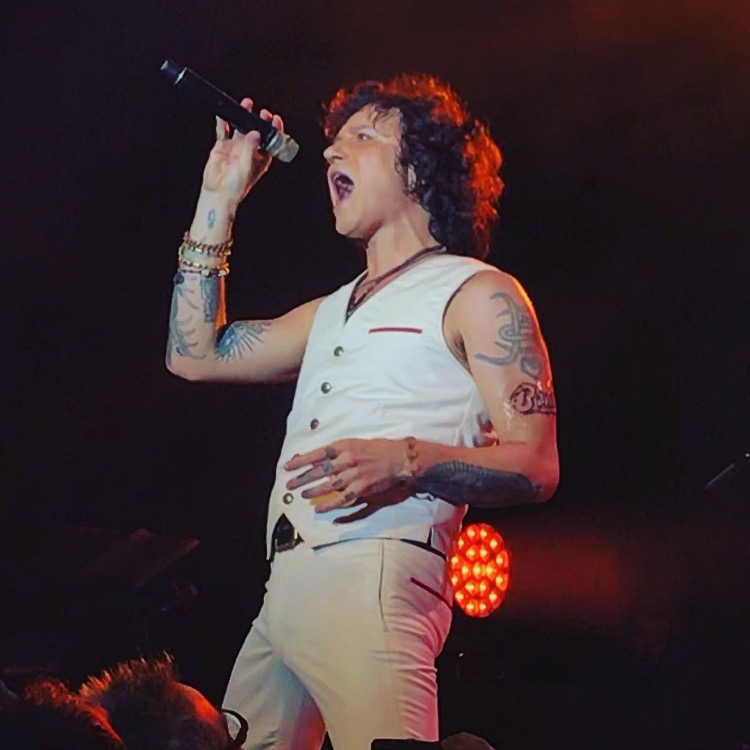
Enrique Bunbury estuvo cuarenta y dos semanas en el listado México Pop Español Airplay del Billboard en 2010 con esta canción.

### Recepción

#### Crítica
Esta versión recibió aceptación por parte de los críticos. Luis Prieto de la revista española en línea El Quinto Beatle califico de «maravilla» a «Frente a frente» y destacó la voz rasgada de Miren Iza. Pablo Gil menciona que «Frente a frente» es una «resultona tarjeta de presentación» de «crooner latino» para Bunbury frente a su acostumbrado rock americano. El portal Magnet de Webedia cito que entre las virtudes de Bunbury «se encuentra saber hacer acopio del cancionero popular español» al versionar esta canción. Matías Uribe del Heraldo de Aragón indica que «Frente a frente» es una «moñada de tomo y lomo, impropia de un artista arriesgado y renovador como Enrique». Pablo Ferrer de Heraldo de Soria escribió que «Bunbury parece haber dado en el clavo» y que «el tema causa adicción instantánea» al conseguir «llegar a su público actual». Ferrer también se refirió a Miren Iza como un acierto coherente con la canción original ya que «su voz naíf evoca la de Jeanette» pese a que «no pueda aportar [su] acento extranjero». Noemí Fernández de Los 40 Principales, enumeró las 10 mejores canciones de Bunbury y pese a no incluir esta dijo que «Frente a frente» era una gran composición en su repertorio. Víctor Lenore de Vozpópuli observó que una de las canciones más escuchadas de Bunbury en Spotify es esta.

#### Comercial
«Frente a frente» debutó en el puesto 18 de Los 40 Principales en la semana del 20 al 26 de febrero del 2010 llegando al puesto 4 como el más alto en la semana del 27 de marzo al 4 de abril de 2010 y se mantuvo en el conteo por siete semanas. En México apareció en los listados de Airplay y Pop Español Airplay del Billboard, ambos en el puesto 3. En el conteo de Pop Español Airplay se mantuvo cuarenta y dos semanas.
Bunbury realizó una gira de conciertos denominada Las Consecuencias Tour donde cantó «Frente a frente» en varios recitales en España y países de América.

### Posición en listas
| Lista                                | Posición |
| ------------------------------------ | -------- |
| España Los 40 principales            | 4        |
| México Billboard Airplay             | 3        |
| México Billboard Pop Español Airplay | 3        |